# Чёрная камея
Чёрная камея (англ. Blackwood Farm) — девятый роман из серии «Вампирские хроники» американской писательницы Энн Райс. В данном произведении Райс обратилась к теме бинарных допельгангеров. 

## Сюжет
Главный герой романа — Тарквин «Квинн» Блэквуд, член влиятельной новоорлеанской семьи Блэквудов, несколько лет назад насильно обращённый в вампира гермафродитом Петронией. С раннего детства его преследует таинственный дух по имени Гоблин. Чтобы избавиться от него, Квинн обращается за помощью к древнему и могущественному вампиру Лестату де Лионкуру.
Лионкур соглашается помочь Квинну и приводит к нему ведьму Меррик Мэйфейр, представительницу «цветных Мэйфейеров». Меррик узнаёт, что Гоблин — дух умершего спустя несколько дней после рождения брата-близнеца Квинна. Мэйфейр, используя тело близнеца, проводит обряд экзорцизма. Она уводит дух к Свету, после чего уходит  за ним. Лестат расстроен из-за смерти своей подруги, но пытается успокоить себя тем, что теперь у него есть Квинн.

## Отзывы
Ребекка Эшер-Вэльш, критик еженедельника «Entertainment Weekly», оценила роман на 4 и написала, что «Райс создала среднюю историю о призраках, наполненную кровью, сексом и кровавым сексом». На сайте Amazon.com произведение имеет рейтинг 3,6 из 5.